# Комарес
Комарес (ісп. Comares) — муніципалітет в Іспанії, у складі автономної спільноти Андалусія, у провінції Малага. Населення — 1615 осіб (2010).
Муніципалітет розташований на відстані близько 400 км на південь від Мадрида, 21 км на північний схід від Малаги.
На території муніципалітету розташовані такі населені пункти: (дані про населення за 2010 рік)
- Алькерія: 379 осіб
- Комарес: 385 осіб
- Лас-Куевас-Ромо: 323 особи
- Масмульяр: 302 особи
- Ріо: 226 осіб

## Демографія
Динаміка населення (INE ):

## Галерея зображень

Розташування муніципалітету у провінції Малага
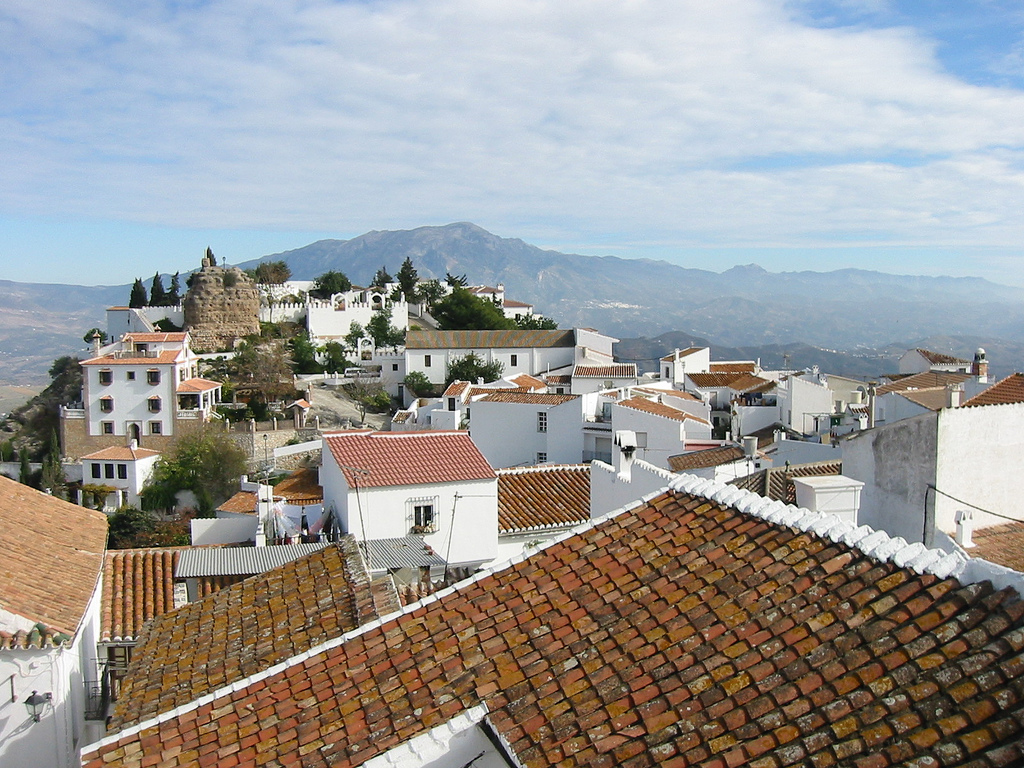
Комарес
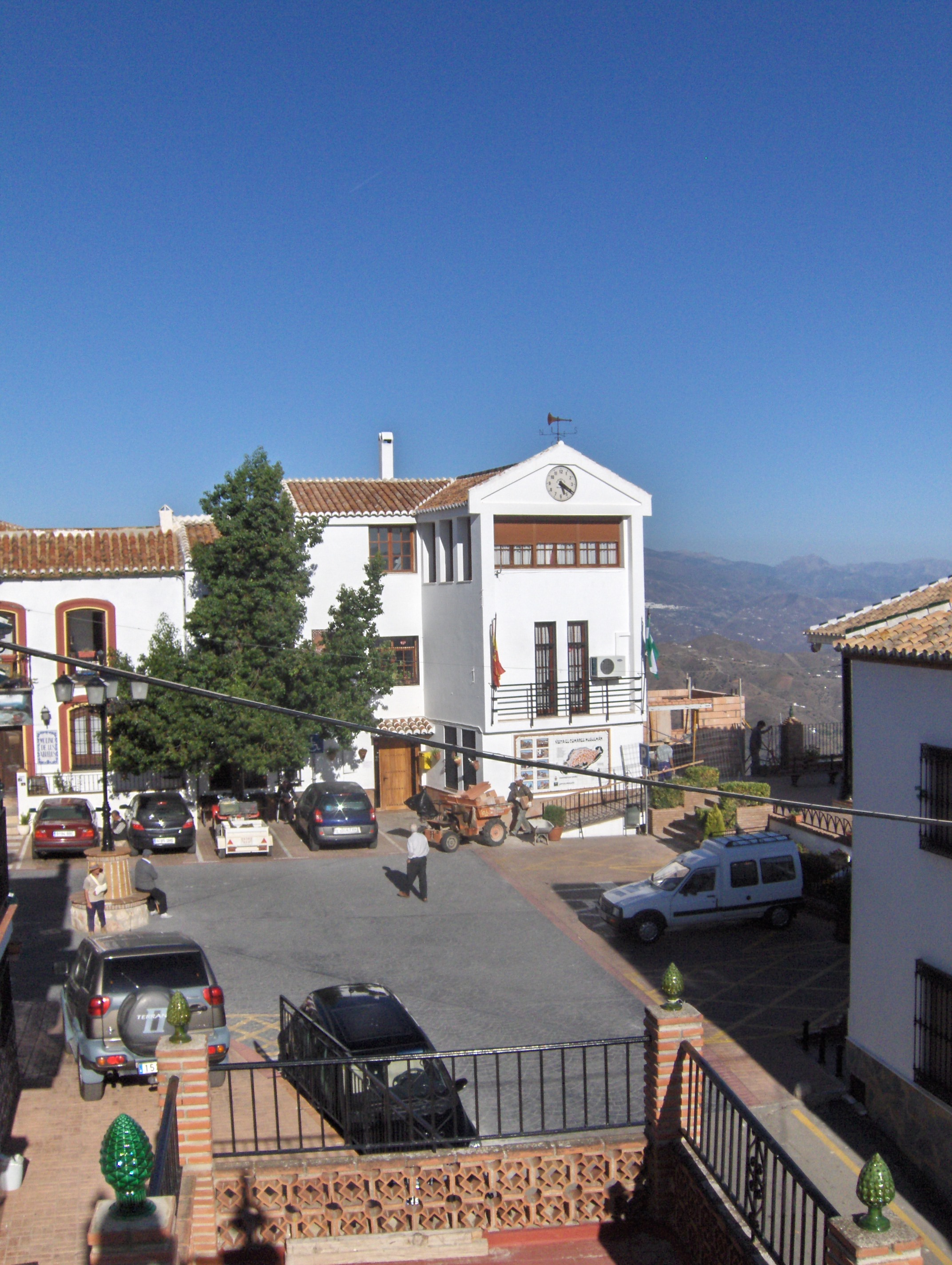
Муніципальна рада